# Бродская, Нина Александровна
Ни́на Алекса́ндровна Бро́дская (род. 11 декабря 1947, Москва) — советская, американская и российская певица.

## Биография
Нина Бродская родилась в Москве в еврейской семье. Её отец Александр Бродский был барабанщиком в Московском объединении музыкальных ансамблей (ум. в 2006 году), мать Бася Бродская — домохозяйкой (ум. в 2016 году).
Музыкой начала заниматься с пяти лет. С восьми лет училась в детской музыкальной школе по классу фортепиано, по окончании поступила в Музыкальное училище имени Октябрьской революции на дирижёрско-хоровое отделение, которое окончила в 1965 году.
В доме отдыха в Сочи встретилась с трубачом и руководителем джаз-оркестра Эдди Рознером, который пригласил её выступать в свой оркестр в качестве певицы-солистки. В 1965 году Бродская вышла на большую эстраду. Оркестр выступал в Москве, Ленинграде, Киеве и других городах Советского Союза. Бродская исполняла ставшие впоследствии известными песни Э. Рознера на слова М. Пляцковского «Ты как песня» и «Ты лучше всех», модные итальянские шлягеры, а также песни на идиш из репертуара сестёр Берри («Тум-балалайка» и другие).
В это же время появились первые записи певицы на радио, а после выхода на экран фильма 1966 года «Женщины», в котором Бродская исполнила песню «Любовь-кольцо» (Я. Френкеля — М. Танича), её голос стал узнаваемым, её имя обрело популярность. Появились её первые пластинки с песнями известных композиторов и поэтов, которые разошлись миллионными тиражами. Среди записанных произведений были шлягеры, такие как «Август», «Как тебя зовут», «Если ты словечко скажешь мне», «Выходной», «Разноцветные кибитки» и многие другие.
Бродская озвучивала детские фильмы (исполнила песню «Бу-ра-ти-но!» в телефильме «Приключения Буратино»), записывала многие песни для радиопередачи «Радионяня». Сотрудничала с композиторами Я. Френкелем, Э. Колмановским, С. Туликовым, О. Фельцманом. В её исполнении в фильме «Три дня в Москве» звучит песня героини Наталии Варлей «Ты говоришь мне о любви» («Одна снежинка ещё не снег, одна дождинка — ещё не дождь»; Э. Колмановский — Л. Дербенёв), а в фильме «Иван Васильевич меняет профессию») — песня героини Наталии «С любовью встретиться» («Звенит январская вьюга»; А Зацепин — Л. Дербенёв). Исполняла также песни молодых авторов, в частности Д. Тухманова на диске «Как прекрасен этот мир», А. Мажукова — «Первая любовь», «Всё до поры» и другие. Выступала с московским вокально-инструментальным джаз-оркестром ВИО-66 под управлением Юрия Саульского.
С конца 1967 года, около полугода, выступала вместе c ВИА «Весёлые ребята», тогда только начинающим коллективом. Первые совместные гастроли в 1968 году были организованы на севере страны. В это время в ансамбле работал и её муж - тромбонист Владимир Богданов.
В 1968 году в международном конкурсе песни в Румынии была удостоена звания дипломанта. Принимала участие в программе «Москва-Париж» Московского Государственного мюзик-холла под руководством А. Конникова и выезжала с ними на гастроли в Польшу.
В начале 1970-х годов входила в число самых популярных певиц Советского Союза. С 1966 по 1978 год в СССР было выпущено более 30 пластинок с записями Бродской.
В середине 70-х годов Бродская участвовала в больших концертных программах, проводимых организацией «Пропаганда советского кино и театра киноактера» под названием «Товарищ кино».
Из-за еврейского происхождения Бродскую старались не показывать по телевидению, а в середине 1970-х годов она попала в так называемый чёрый спискок Лапина, что фактически означало конец её карьеры.

### Эмиграция в США
В 1979 году Нина Бродская с семьёй уехала в США.
Начала писать собственные песни, музыку и стихи. Первая пластинка под названием «Моё прошлое и настоящее» вышла в 1982 году. Затем вышла пластинка на английском языке «Crazy Love» с её музыкой и стихами, потом аудиокассета под названием «Москва — Нью-Йорк», а в 1993 году — новый диск «Приезжай в USA».
В 1994 году после 15-летнего проживания в Нью-Йорке Бродская приехала в Москву. Тогда же получила приглашение войти в состав жюри Международного фестиваля песни «Славянский базар» в Белоруссии.
В 1997 году участвовала в праздничных майских концертах на Красной площади, на Поклонной горе и в разных концертных залах Москвы. В сентябре участвовала в концерте на Манежной площади в рамках празднования 850-летию города Москвы.
В 2006 году принимала участие в международной эстрадной программе «Мелодии друзей — 2006» в Москве. В том же году записала альбом американских ретро-песен из кинофильмов 1950—1960-х годов на английском языке.
В 2008 году записан диск «Еврейская мама» на идише, иврите и английском языке, где она выступила как продюсер, аранжировщик, музыкант и исполнитель.
В 2009 году с композитором Александром Анфиногеновым в Москве записала компакт-диск под названием «Пойдём со мной!».
Автор трёх книг: «Хулиганка» (изд. Арнольда Фирта), «Голая правда о звёздах эстрады» (изд. АСТ) и «Звенит январская вьюга» (2019).
В 2017 году в Екатеринбурге в театре музыкальной комедии был поставлен спектакль «Оттепель. Мелодии судьбы», посвящённый творчеству Бродской, Аиды Ведищевой и Ларисы Мондрус.

## Личная жизнь
Муж (с 1968 года) — Владимир Богданов, тромбонист. В 2016 году перенёс инсульт.
- Сын — Максим (род. 1971)[7].

## Песни
- «Август» (музыка Я. Френкеля, стихи И. Гофф)
- «Алёшкина любовь» (В.Дмитриев — Н.Малышев)
- «Бу-ра-ти-но!» (музыка А. Рыбникова, стихи Ю. Энтина)
- «Возвращение романса» (музыка О. Фельцмана, стихи И. Кохановского)
- «Всё до поры» (музыка А. Мажукова, стихи Васильевой)
- «Главные слова» (В. Добрынин — И. Шаферан)
- «Детство» (В. Шаинский — А. Осипова)
- «Дождь шагает по бульварам» (А. Анфиногенов — С. Никошкова)
- «Если ты словечко скажешь мне» (музыка Б. Савельева, стихи М. Пляцковского)
- «Звенит январская вьюга» (музыка А. Зацепина, стихи Л. Дербенева)
- «Как тебя зовут» (музыка В. Гамалии, стихи М. Танича)
- «Капитан» (музыка Д. Тухманова, стихи И. Кобзева)
- «Кто тебе сказал» (музыка В. Добрынина, стихи Л. Дербенева)
- «Листья летят» (музыка Г. Фиртича, слова С. Льясова)
- «Любовь-кольцо» (музыка Я. Френкеля, стихи М. Танича)
- «Москва — Нью-Йорк» (Н. Бродская)
- «Не пройди» (музыка Ю. Акулова, стихи С. Льясова)
- «Ностальгия» (Н. Бродская)
- «Письмо без адреса» (музыка О. Фельцмана, стихи И. Шаферана)
- «Письма твои» (Б. Савельев — М. Пляцковский)
- «Погадай мне кукушка» (?)
- «Разноцветные кибитки» (музыка Я. Лясковского, стихи Р. Улицкого)
- «Расскажи мне сказку» (музыка Л. Гарина, стихи А. Поперечного)
- «Русская зима» (музыка В. Гамалия, стихи Л. Дербенёва)
- «Сан Саныч» (музыка Д. Тухманова, стихи Э. Вериго)
- «Свадебная»
- «Только ты молчи» (музыка Д. Тухманова, стихи М. Ножкина)
- «Ты говоришь мне о любви [Снежинка]» (музыка Э. Колмановского, стихи Л. Дербенёва)[8]
- «Ты меня забудешь скоро» (А. Мажуков — А. Дементьев)
- «Я на подвиг тебя провожала» (Н. Богословский — В. Лебедев-Кумач)

## Дискография
- Алешкина любовь (В. Дмитриев — Н. Малышев) 33ГД000742, 1967
- Русская зима (В. Гамалия — Л. Дербенёв) ГД 000803-4, 1967
- Поёт Нина Бродская 33Д-00020817, 1967
- Всем, кто любит песню 33Д-22285-6, 1968
- Поёт Нина Бродская Д-000921-22, 1968
- Разговор со счастьем М60-35678, 1974
- Нина Бродская 33С60-05455-56, 1974
- Песни Эдуарда Колмановского из к/ф «Три дня в Москве» 33М62-37481-2, 1975
- Песни на стихи Игоря Шаферана Г62-06565,1978
- Нина Бродская поёт песни А. Мажукова С62-10611-12, 1978
- Пластинка «Моё прошлое и настоящее». Песни композиторов Д. Тухманова, А. Мажукова, Н. Бродской.
- Авторская пластинка «Crazy love», на английском языке. Музыка и стихи Н. Бродской. Нью-Йорк, 1986.
- Авторская пластинка и кассета «Москва — Нью-Йорк». Музыка и стихи Н. Бродской. Нью-Йорк, 1987.
- Авторская кассета и CD «Приезжай в U.S.A.» Музыка и стихи Н. Бродской. Записано в Нью-Йорке в 1993 г.
- CD «С любовью встретиться» − популярные песни 1960—1970-х годов. Выпущен в 1995 г.
- «Тум-балалайка», записан на языке идиш, аранжирован Н. Бродской. Нью-Йорк, 1997.
- СD «Золотая коллекция» — песни 1960—1970-х годов. Москва, 1997.
- Авторский диск «С новой надеждой» (два СD). Первый диск — песни 1960—1970-х годов. Второй диск — музыка, стихи, аранжировка Н. Бродской. Записан в Москве в 2000 г.
- «Еврейская мама» — старинные песни. На языках: иврите, идиш, английском и русском. Аранжировано Н. Бродской. Записано в Москве в 2006 г.
- «Пойдем со мной!», музыка А. Анфиногенова. Записан и выпущен в Москве в 2009 г.

## Фильмография

### Исполнительница песен к кинофильмам
- 1965 — Женщины
- 1970 — Вас вызывает Таймыр
- 1973 — Иван Васильевич меняет профессию
- 1974 — Три дня в Москве
- 1975 — Приключения Буратино
- 1975 — Это мы не проходили
- 1976 — Мартин Иден
- 1976 — Когда-то в Калифорнии
- 1977 — Кошка на радиаторе
- 1987 — Где находится нофелет?